# Dermot Kennedy
Dermot Joseph Kennedy (nascido em 13 de dezembro de 1991), é um cantor, compositor e músico irlandês.

## Início de vida
Kennedy cresceu em uma pequena cidade chamada Rathcoole, a trinta minutos de carro de Dublin, na Irlanda. Ele é um fã ávido de futebol e jogador. Kennedy começou a tocar violão aos 10 anos, e começou a compor aos 14 anos, no entanto, ele afirma que ele não começou a levar a sério até aos 17 anos. Seus pais apoiaram seu estudo musical, e ele credita seu pai por freqüentemente levá-lo a Dublin para se apresentar em noites de microfone aberto quando era menor de idade. Kennedy estudou música na Universidade Nacional da Irlanda, no condado de Maynooth, em Kildare. Ele ficou na universidade por três anos.

## Carreira
Kennedy desenvolveu seu som enquanto fazia performances em ruas de várias cidades, incluindo Dublin na Irlanda e Boston, nos Estados Unidos.
Várias descobertas levaram-no a desenvolver um seguimento offline. O mais significativo de seus avanços veio em ganhar uma competição de talentos local. Ele foi o vencedor do 1º lugar do concurso The South County Song, dirigido pelo clube Gaa de St. Finian. A competição, amplamente reconhecida como um terreno fértil para novos talentos, é frequentemente assistida por muitos profissionais da indústria que procuram encontrar o próximo novo som. No ano em que Dermot ganhou, ele teve que derrotar a reclusa banda underground The Roast Potatoes. O público queria que The Roast Potatoes ganhassem, mas os críticos deram a vitória a Dermot, catapultando-o em uma trajetória para o estrelato. Uma vez, Dermot foi convidado para se juntar ao Glen Hansard no palco. Anteriormente, ele tinha encontrado Glen em uma performance de rua em Dublin, e permaneceu em contato via mensagem de texto com o mesmo.
Seu sucesso de streaming viral online foi habilitado pelo Spotify Discover Weekly depois de ter sido lançado no início de 2016. Por vários anos, ele lançou seu material na plataforma, e o de sua então banda, Shadows and Dust. Em outubro de 2018 eles já tinham mais de 300 milhões reproduções.
Em 2018 e 2019, ele viajou pelos Estados Unidos, Austrália e Europa com shows esgotados. Seus primeiros festivais foram o Bonnaroo Music Festival, em 2017, Lollapalooza, SXSW Film Festival e Austin City Limits Music Festival (ACL) em 2018. Ele tocou no Festival de Música e Artes de Coachella Valley nos fins de semana em abril de 2019. Em 2018, ele foi eleito pelos ouvintes como o Melhor Artista Novo do Ano da NPR Slingshot, ele também apareceu no Music Tiny Desk Concert da NPR em uma sessão acústica de 14 minutos, e no estúdio de performance Fraser da WGBH para uma sessão ao vivo de 20 minutos. Ele também apareceu na lista Sound of 2019 Longlist da BBC. Em 7 de junho de 2019, seu single "Power Over Me" passou a ser a música mais vendida do Irish Homegrown de acordo com o IRMA e do Irish Official Charts.
Em fevereiro Kennedy lançou um vídeo musical para a sua canção "Lost".  Em 13 de junho de 2019, Kennedy anunciou em seu perfil oficial no Facebook seu álbum de estreia intitulado "Without Fear" juntamente com a revelação de seu principal single "Outnumbered". O álbum tem o lançamento previsto para 27 de setembro de 2019.
Em 15 de junho foi anunciado que "Power Over Me" foi certificada com tripla platina na Irlanda e que "Glory" e "a closeness" foram certificados com platina também na Irlanda.

## Estilo e influências
A revista GQ descreveu Kennedy como um "cantor com uma voz rica e reverberante, com habilidades de composição epicamente emotivas (pense em Ed Sheeran, mas mais sombrio, mais melancólico)." O The New York Times, descreveu sua performance no SXSW de 2018 com destaque para a voz de Kennedy "uma voz melancólica e granulada que pode arrebentar com um grito uivante...".
Ele cita Ray LaMontagne, David Gray, Damien Rice e Glen Hansard como suas inspirações para seu estilo folk. Seu trabalho recente incluiu influências do hip-hop, refletidas notavelmente em seu trabalho colaborativo com Mike Dean no EP Mike Dean Presents: Dermot Kennedy, que Kennedy também descreveu como uma "mix tape".

## Discografia

### Álbuns de estúdio
| Título       | Detalhes do álbum |
| ------------ | --- |
| Without Fear | - Lançamento: 4 de outubro de 2019 - Gravadora: Interscope Records - Formato: CD, download digital, streaming - Idioma: Inglês |

### Compilações
| Título         | Detalhes do álbum |
| -------------- | --- |
| Dermot Kennedy | - Lançamento: 4 de janeiro de 2019 - Gravadora: Riggins Recording Limited - Formato: CD, Download digital, streaming - Idioma: Inglês Faixas do álbum 1. Power Over Me 2. Moments Passed 3. Glory 4. An Evening I Will Not Forget (acústico) 5. For Island Fires and Family 6. Young & Free 7. All My Friends 8. Boston 9. A Closeness 10. Couldn't Tell 11. After Rain 12. Shelter |

### Extended play (EP)
- Doves & Ravens (2017)
- Mike Dean Presents: Dermot Kennedy (2018)

### Singles
- "An Evening I Will Not Forget" (2015)
- "Shelter" (2016)
- "After Rain" (2016)
- "Moments Passed" (2017)
- "Young & Free" (2018)
- "Power Over Me" (2018) – posição #21 no chart US Hot Rock Songs,[34] posição #5 no US Adult Alternative Songs,[35] posição #2 no  Irish Homegrown Singles[36]
- "For Island Fires and Family" (2019)
- "Lost" (2019) – posição #5 no chart Irish Homegrown Singles[36]
- "Outnumbered" (2019) – posição #4 na Irlanda[37]